# Nils Fredrik Andersson i Husby
Nils Fredrik Andersson (i riksdagen kallad Andersson i Husby), född 23 mars 1816 i Skönberga socken, död där 16 juni 1894, var en svensk riksdagsman i bondeståndet.
Andersson företrädde Hammarkinds härad med Stegeborgs skärgårds tingslag och Skärkinds härad av Östergötlands län vid riksdagen 1859–1860. Han var då suppleant i bankoutskottet, i förstärkta bevillningsutskottet och i förstärkta lagutskottet samt ledamot i förstärkta statsutskottet.

## Familj
Nils Fredrik Andersson var son till nämndemannen och riksdagsmannen Anders Nilsson och Stina Månsdotter. Han var gift med Karolina Sofia Sundelius.